# Notolomatia pictipennis
Notolomatia pictipennis är en tvåvingeart som först beskrevs av Christian Rudolph Wilhelm Wiedemann 1828.  Notolomatia pictipennis ingår i släktet Notolomatia och familjen svävflugor. Inga underarter finns listade i Catalogue of Life.